# George Copos
Gheorghe Copos (n. 27 martie 1953, Tășnad, România) este un om de afaceri român, investitor și proprietar al mai multor firme din holding-ul Ana. Din acest grup fac parte, între altele, grupul de cofetării Ana Pan, Ana Hotels - cel mai mare grup hotelier din Romania, după cifra de afaceri (cu unități de ospitalitate și centre de wellness în București, Poiana-Brașov și Eforie-Nord), Ana Tower, Ana Teleferic, Athenee Palace, Ana Foundation, Ana Yacht Club și Ana Residences. Gheorghe Copos are o experiență de peste 28 ani în mediul de afaceri. A fost proprietar al clubului de fotbal FC Rapid București, în perioada 1992 - 2013, și președinte al mai multor organizații patronale.
A fost viceprim-ministru în cabinetul Tăriceanu (din decembrie 2004 până în iunie 2006), senator în legislatura 2004 - 2008 și membru al Partidului Conservator (fost Partidul Umanist Român) până la data de 5 iulie 2006. Și-a dat demisia din Guvern ca urmare a neacceptării unor prevederi propuse în codul fiscal, mai ales, propunerea Partidului Conservator privind menținerea sistemului de impozitare cu 3% a IMM-urilor.
George Copos a fost membru în următoarele comisii:
- Comisia pentru privatizare și administrarea activelor statului (din sept. 2007)
- Comisia pentru cultură, artă și mijloace de informare în masă (iun. - sept. 2007)
- Comisia pentru privatizare și administrarea activelor statului (sept. 2006 - iun. 2007)
- Comisia pentru sănătate publică (până în mar. 2005)
- Comisia economică, industrii și servicii (până în feb. 2005)

În cadrul activității sale parlamentare, George Copos a fost și membru al grupului parlamentar de prietenie cu Ungaria.
Conform ediției din 2014 a TOP 300 Capital, familia Copos avea o avere estimată la 152-155 milioane de euro. Este căsătorit și are o fiică.
Începând cu 7 martie 2014 Gheorghe Copos a fost condamnat la trei ani și opt luni de închisoare cu executare în Dosarul Transferurilor. 

## Afaceri
Potrivit revistei Forbes, în anul 2009 averea lui Gheorghe Copos era estimată la 200-210 milioane euro, iar, potrivit estimărilor Capital din 2014, afacerile familiei Copos se situau la un nivel de 152-155 milioane de euro. În 2022 averea îi era estimată la 180-210 milioane de euro în 2022.
Gheorghe Copos s-a lansat în afaceri în 1990, imediat după revoluție, înființând prima sa companie din grupul de firme Ana. Este vorba de cofetăria Ana Co. În timp, grupul de firme din holding-ul Ana s-a diversificat: producție, import și desfacere de aparatură electronică și electrocasnică (odată cu fondarea Ana Electronic în 1992 care în scurt timp a devenit distribuitor exclusiv pentru 20 de ani a produselor Samsung în România), industrie alimentară (Ana Pan), industrie hotelieră (Ana Hotels), turism (Ana Turism), producție de micro motoare electrice (Ana Imep), transporturi rutiere (Ana Trans International), transporturi pe cablu (Ana Teleferic), mentenanță industrială (Ana MEP SDV), investiții financiare (Ana Holding), sport (clubul de fotbal Rapid București), servicii portuare (Ana Yacht Club) sau imobiliare (Ana Residences și Ana Tower).  Au fost cumpărate hotelul Flora din București (devenit în 1998 Crowne Plaza), hotelurile Sport, Bradul și Poiana din Poiana Brașov și uzina de micro - motoare electrice de la Pitești, devenită Ana Imep. În anul 1999 a fost înființată societatea Ana Teleferic care deține și administrează instalațiile de transport pe cablu din Brașov și Poiana Brașov precum și domeniul schiabil din Poiana Brașov. De asemenea, holding-ul este reprezentat pe partea de responsabilitate socială de Fundația Ana, o organizație preocupată de acte caritabile și umanitare. 
Ana Pan a trecut de-a lungul istoriei activității sale printr-o reorganizare a activelor, lărgindu-și și diversificându-și activitatea prin construirea unei fabrici care centralizează întregul necesar de producție al firmei.  
Începând cu anul 2001 Ana Hotels a cumpărat și a modernizat hotelurile Europa (2001) și Astoria (2002) din Eforie Nord, precum și Athenee Palace Hilton (2005) din București. În prezent Ana Hotels deține 6 hoteluri (Athenee Palace Hilton și Crowne Plaza din București; Sport, Bradul și Poiana din Poiana Brașov; Europa din Eforie Nord) și 4 centre Spa (Sport Wellness Spa din Hotel Sport din Poiana Brașov; Ana Aslan Health Spa din cadrul complexului hotelier Europa din Eforie Nord; spa-ul din incinta hotelului Crowne Plaza din București, complet modernizat în perioada 2017 – 2018; spa-ul din incinta hotelului Athenee Palace Hilton din București).
De-a lungul celor 21 de ani de existență ai societății Ana Hotels, Copos a coordonat investiții masive în modernizarea tuturor hotelurilor Ana.
Ana Teleferic a inaugurat în anul 2005 „Telegondola” din Poiana Brașov, o foarte modernă instalație care transportă aproximativ 3000 de persoane pe oră, iar, în anul 2017, a modernizat telecabinele Kanzel din Poiana Brașov și cea de pe muntele Tâmpa din Brașov, în colaborare cu compania Siemens. 
În prezent este în lucru proiectul Ana Tower, un proiect imobiliar amplu de construcție a unei clădiri de birouri de 24 de etaje, având 35.000 mp închiriabili și estimat la peste 40 milioane de euro.

## Implicarea în activități ale organizațiilor patronale
| Nr. crt. | Instituția                                    | Funcția              | Perioada    |
| 1.       | Asociația Oamenilor de Afaceri din România    | Vicepreședinte       | 1996 – 2000 |
| 2.       | Uniunea Generală a Industriașilor din România | Președinte           | 1999 – 2001 |
| 3.       | Federația Patronatelor din Turismul Românesc  | Președinte de onoare | 2002 – 2004 |
| 4.       | Confederația Națională a Patronatului Român   | Președinte           | 2003 – 2004 |
| 5.       | Alianța Confederațiilor Patronale din România | Președinte           | 2003 – 2004 |
| 6.       | Consiliul de Afaceri Româno – Maghiar         | Președinte           | 2003 – 2004 |
| 7.       | Inițiativa Europeană a Mediului de Afaceri    | Vicepreședinte       | 2004        |

## FC Rapid
George Copos a preluat Rapidul în 1993. Sub „domnia” lui, giuleștenii au cucerit de două ori titlul de campioană, în 1999 și 2003, și de 4 ori Cupa României. Perioada de succes major începe cu aducerea ca antrenor a lui Mircea Lucescu, în vara lui 1997. În primul an, „Il Luce” câștigă Cupa, iar în al doilea campionatul.

## Condamnări penale
Pe 29 decembrie 2008, George Copos a fost trimis în judecată în 2008 în Dosarul Loteria II, fiind învinuit de manipularea pieței de capital.
Pe 4 martie 2014, George Copos a fost condamnat la trei ani și opt luni de închisoare cu executare în Dosarul Transferurilor.
Pe 25 august 2014, George Copos a fost condamnat la patru ani de închisoare cu executare în Dosarul Loteria I, în care a fost găsit vinovat de evaziune fiscală în formă continuată.
În 2015, Geopge Copos a fost eliberat după ce a executat 1/3 din pedeapsa de 4 ani de închisoare cu executare la care a fost condamnat.